# Archiearis szymanskii
Archiearis szymanskii là một loài bướm đêm trong họ Geometridae.